# Aphanius saourensis
Aphanius saourensis és una espècie de peix de la família dels ciprinodòntids i de l'ordre dels ciprinodontiformes.

## Morfologia
Els mascles poden assolir els 3,2 cm de longitud total.

## Distribució geogràfica
Es troba a Àfrica: Algèria.

## Estat de conservació
Les seues principals amenaces són l'extracció excessiva d'aigua subterrània per a l'ús agrícola, la dessecació dels aiguamolls, la contaminació de l'aigua i la introducció de Gambusia holbrooki.